# 萩本光威
萩本 光威（はぎもと みつたけ、1959年2月10日 - ）は、元ラグビー日本代表監督。2020年4月より関西ラグビーフットボール協会会長。　

## プロフィール
- 神戸出身。
- ポジションはスクラムハーフ(SH)。
- 日本代表キャップは1。

## 来歴
小学校4年からラグビーを始める。兵庫県・報徳学園高校〜同志社大学。大学4年時に大学選手権優勝。
1982年神戸製鋼に入社。同社ラグビー部に所属し、チームの日本一に貢献した。1987年第1回ラグビーW杯日本代表。
1991年度より入社した堀越正巳の加入により、それ以降は控えに回ってチームを支えた。
1998年同部ヘッドコーチに就任。1998年度日本選手権準優勝。
2002年には女子日本代表ヘッドコーチとしてワールドカップに導く。
2004年より2005年まで日本代表監督。
その後、U-19日本代表監督、NTTドコモ関西監督を経て、2009年に女子日本代表ヘッドコーチに再任。
2019年3月31日から9月26日まで中華台北ラグビーフットボール協会ハイパフォーマンスディレクターを務める。
2020年4月より関西ラグビーフットボール協会会長に就任。